# Светлана Васовић Мекина
Светлана Васовић-Мекина (Београд, 1961) је српски новинар. Тренутно је дописник „Политике” из Словеније.

## Биографија
Дипломирала је новинарство на Факултету политичких наука Универзитета у Београду.
Објављивала је у НИН-у, НОН-у, „Студенту”, „Младости”, „Новости 8”, у загребачком „Данасу”, љубљанској „Младини” и мариборској „Катедри”. Због серије чланака у „Студенту” 1987. добила је епитет „грађанска десница” и „антититоиста”, што је у то време била веома опасна квалификација за било какву даљу каријеру и запослење уопште. Писала је и у листовима „Дуга” и „Време” а дописник Политике из Словеније је од 2006. године. У листу мариборских студената „Катедра” уређује „Београдске прилоге”. Лист је забрањиван у Србији због вређања „дела и лика Слободана Милошевића”
Јануара 2008. у листу „Политика” она је објавила ексклузивни документ разговора политичког директора Министарства иностраних послова Словеније са блиским сарадником државног секретара САД Кондолизе Рајс — Данијелом Фридом, у којем је списак задатака које Словенија, председавајући Европске уније следећих шест месеци, преба да спровде ради признавања Косова. Васовић-Мекина и њен супруг били су након овог догађаја и мета застрашивања, а она отпуштена из „Политике”.
Добитник је Повеље Удружења новинара Србије за 2008. годину, за новинарски подвиг и изузетни професионални домет.